# 廣島站
34°23′52″N 132°28′32″E / 34.39778°N 132.47556°E
廣島站（日语：〔〕／ Hiroshima eki */?）是位於日本廣島縣廣島市南區松原町，屬於西日本旅客鐵道的鐵路車站。山陽新幹線、山陽本線、藝備線、吳線、可部線的列車現時皆在本站交會，同時廣島電鐵本線在本站也設有電車站。
由於廣島市為中國地方的最大城市，廣島車站又為廣島市的中心車站，山陽新幹線所有列車都會在此停靠，因而使本站成為包含在來線在內的廣島城市網路的中心車站；乘車人數也成為全中國地方最多的車站。

## 历史
1894年山陽鐵道開通至廣島，並設置廣島車站。同年由於戰爭需求，陆军省委託山陽鐵道自廣島車站興建往南的至宇品港的宇品線。宇品線最初原為軍用鐵路，不過1897年後山陽鐵道獲得軍方同意，也在宇品線開設了運輸業務。隨著山陽鐵道於1906年被收歸國有，本站也成為鐵道省所有的車站。1912年廣島電鐵開始經營自本站至廣島市區內的電車路線，1920年藝備鐵道也自本站開設往北的藝備線。
本站最初的站房為木造建築，1922年才完成鋼筋混凝土結構的站房。本站的建地面積由最初的9,800平方公尺持續擴建到二次大戰前的26,400平方公尺。1945年广岛市原子弹爆炸時，本站亦遭到嚴重破壞。同年年底完成了簡單的修復後繼續使用，但直到1949年才完成車站整體的修復。

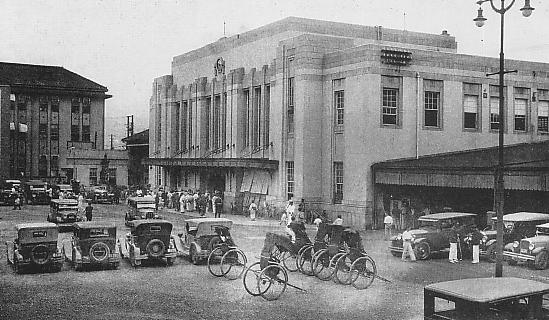
二次大戰前的廣島車站外觀 （拍攝於1912年至1945年之間）
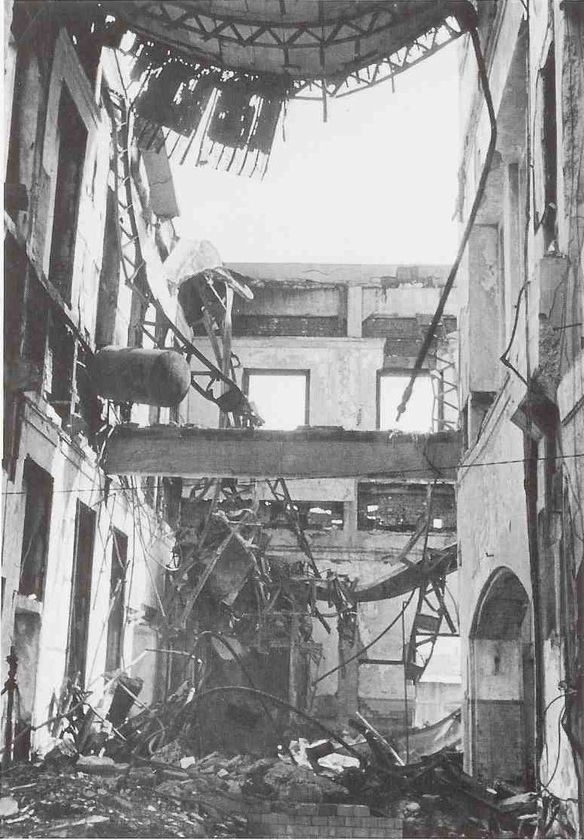
原爆後的廣島車站內部 （拍攝於1945年10月上旬）
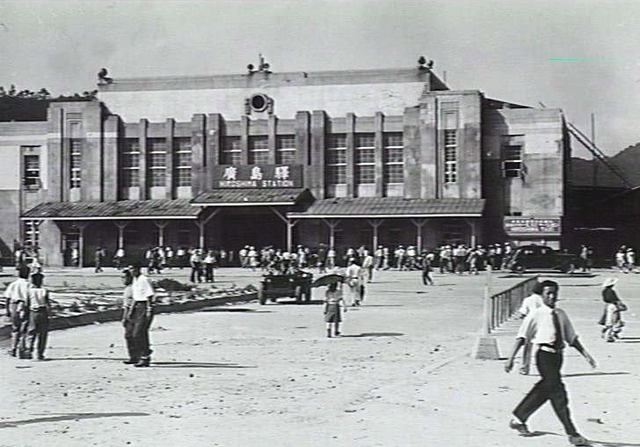
1946年的廣島車站外觀
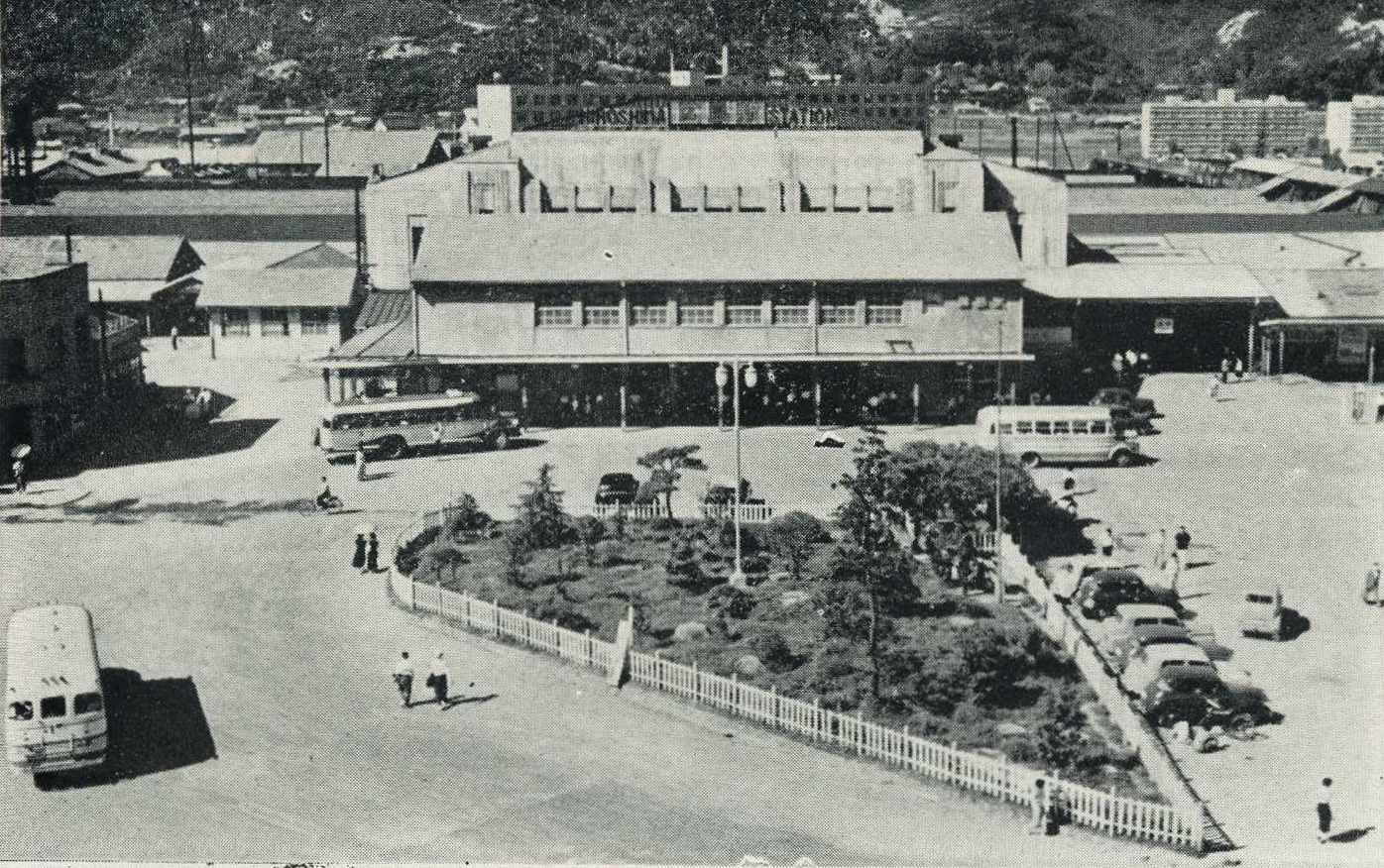
1955年的廣島車站外觀

1964年開始進行站房地改建，並於1965年啟用第三代站房。1975年山陽新幹線岡山車站至博多車站路段通車，本站也成為新幹線的停靠車站；1987年國鐵分割民營化後，隸屬西日本旅客鐵道。
2025年3月24日，歷時5年改建工程的第四代廣島車站正式啟用。此次改建工程將廣島電鐵的本線路軌與月台設置在車站大樓2樓的中央中庭，提升轉乘JR西日本各路線的便利性。

## 車站構造

### JR西日本
JR廣島車站為設有站長的直營車站，同時也是山陽本線的天神川車站、藝備線的西三次車站至矢賀車站之間各車站的管理車站。
車站有南北兩側的出入口，南側為南口，北側為新幹線口。由於過去1975年山陽新幹線開通前北側的出口稱為北口，因此現在在廣島當地仍會有人稱之為北口。而南北兩側也各有一個屬於西日本旅客鐵道集團的飯店VIA INN廣島和廣島格蘭比亞大酒店。

#### 車站建築
南口的站體為1965年完工啟用的地下一層、地上七層鋼筋混泥土建築，目前大部分區域為西日本旅客鐵道旗下的購物中心廣島車站大樓ASSE所使用，
新幹線口的建築則是在1975年山陽新幹線通車時完成的地上三層樓鋼筋混泥土建築，建築內也是交由西日本旅客鐵道集團旗下的購物中心「廣島新幹線名店街」所使用。
在兩個建築之間則建有跨越鐵路的「橋上站房」，在此也設有可以直接進入各月台的中央驗票口。

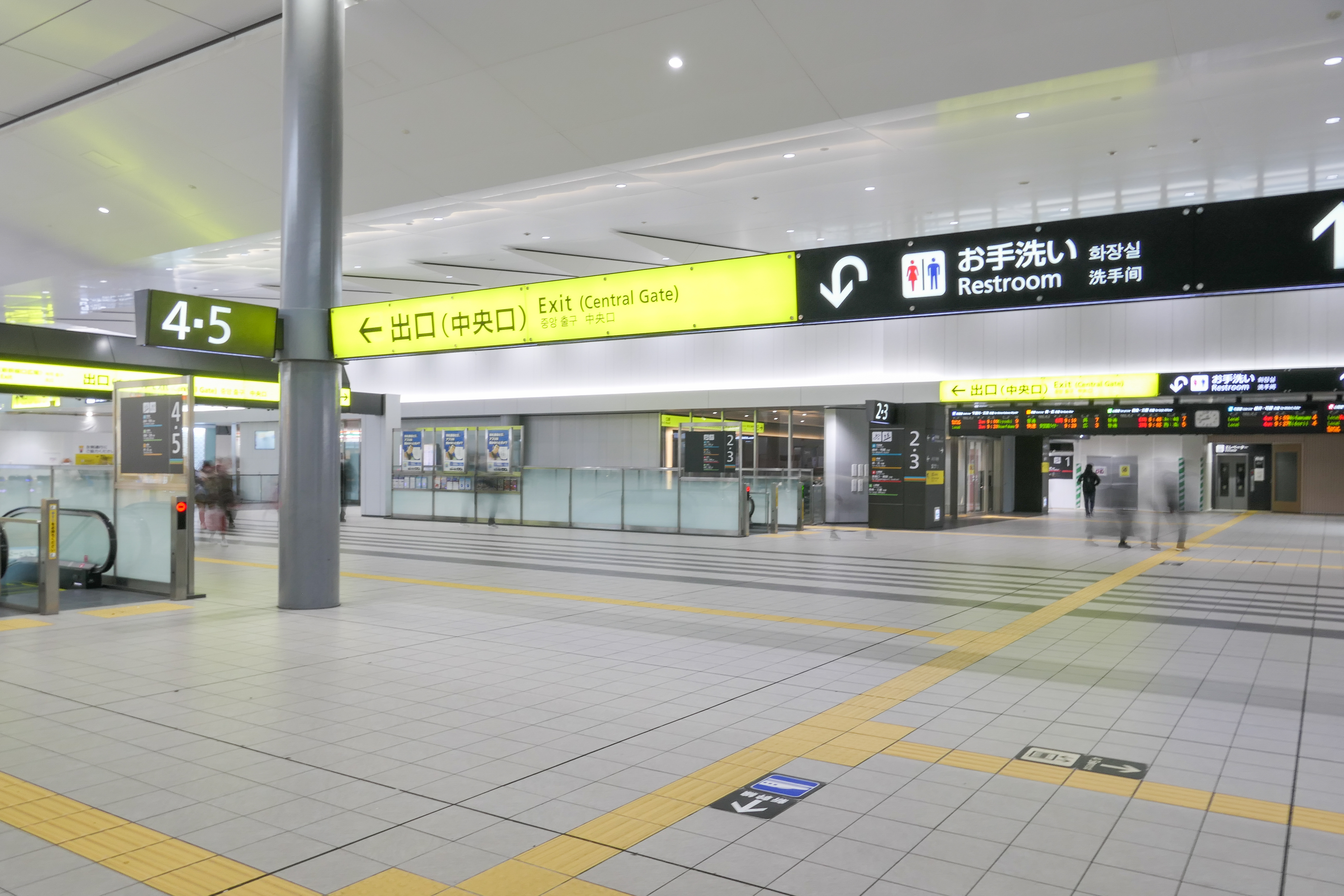
JR驗票閘口內的車站大廳（2023年12月）
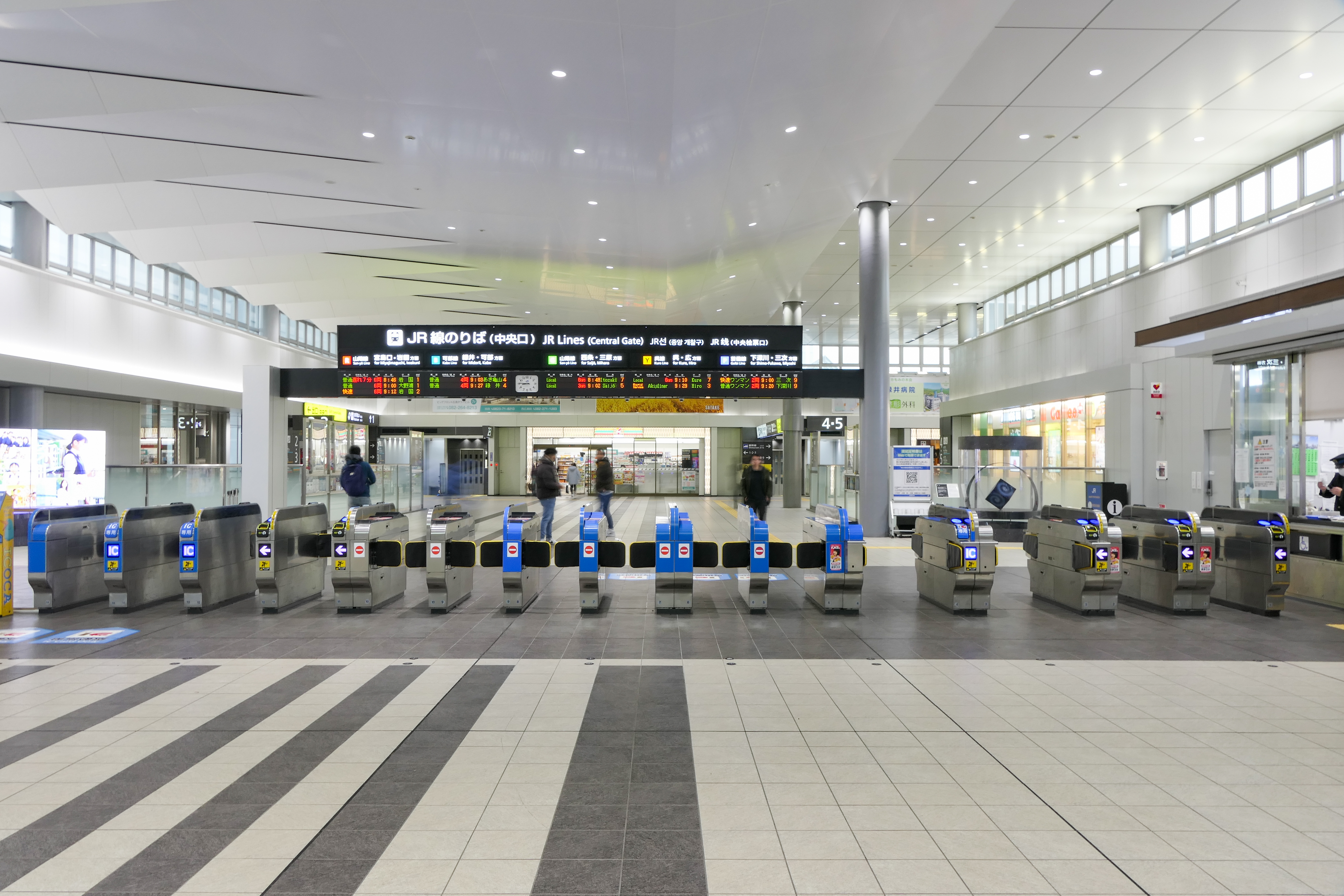
中央驗票閘口（2023年12月）
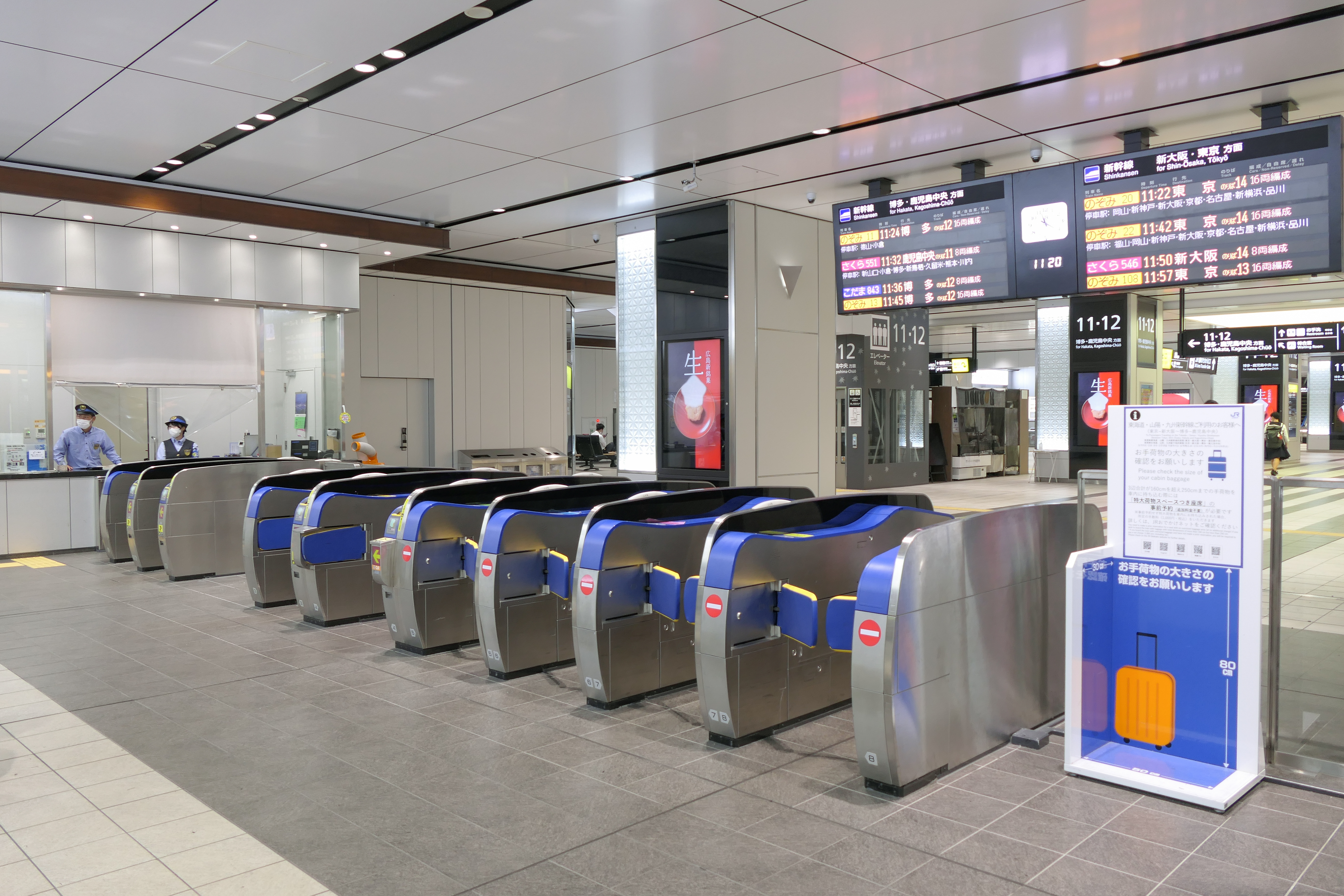
新幹線驗票閘口（2022年10月）
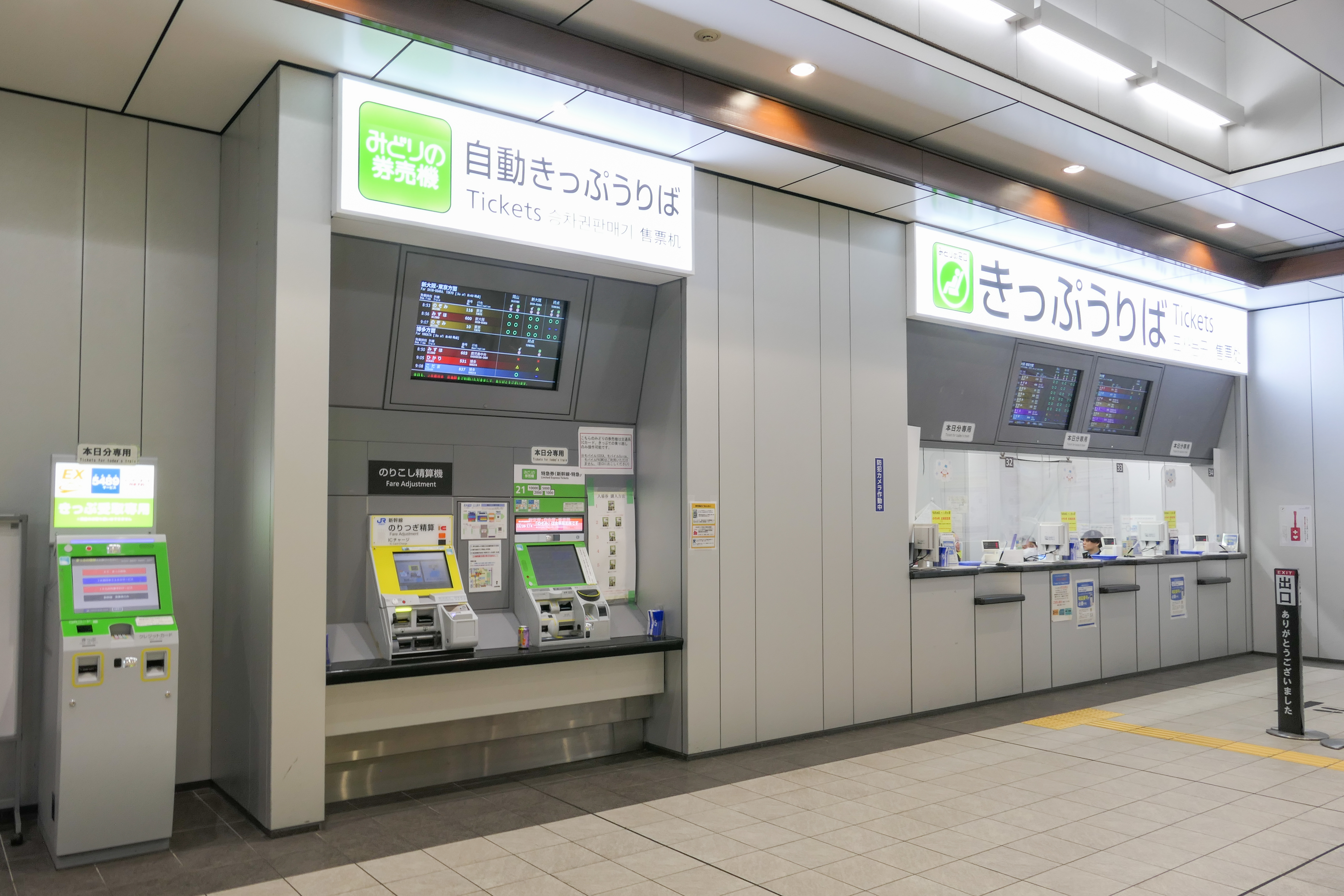
轉成新幹線的驗票口附近的自動售票機（2023年12月）
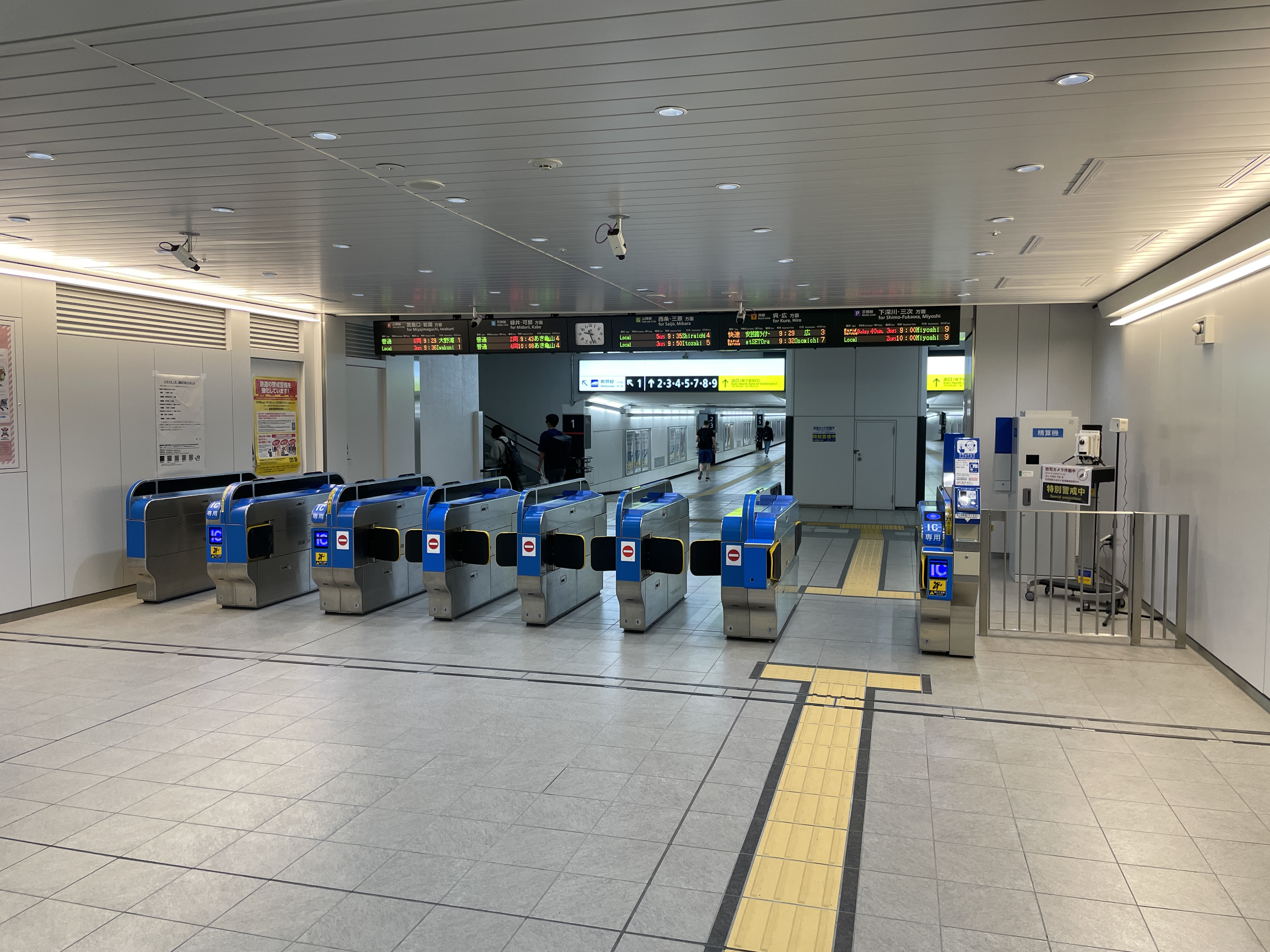
位於地下道的南驗票閘口（2023年5月）
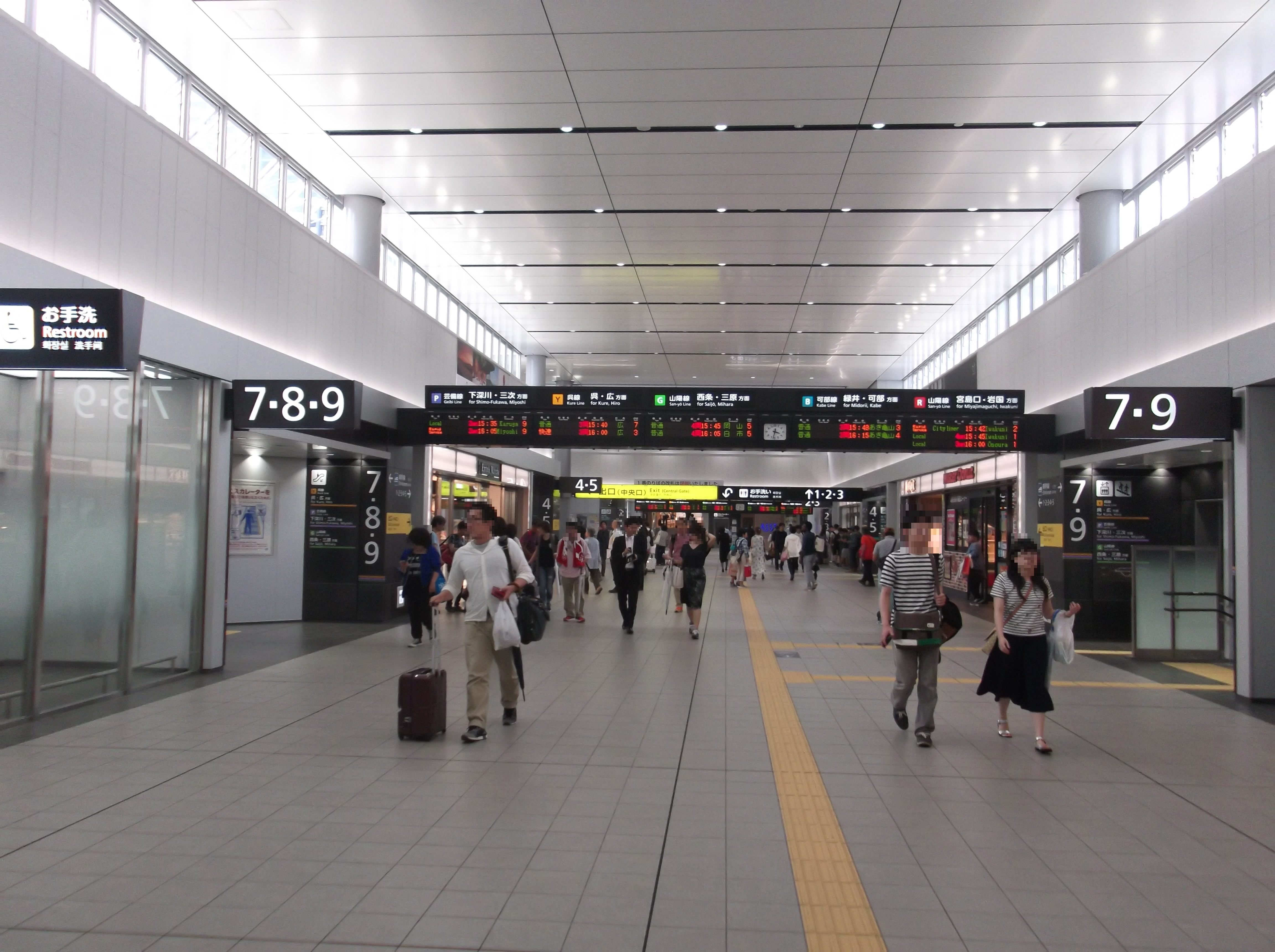
橋上站房進入驗票口後通往各月台的通道（2017年6月）
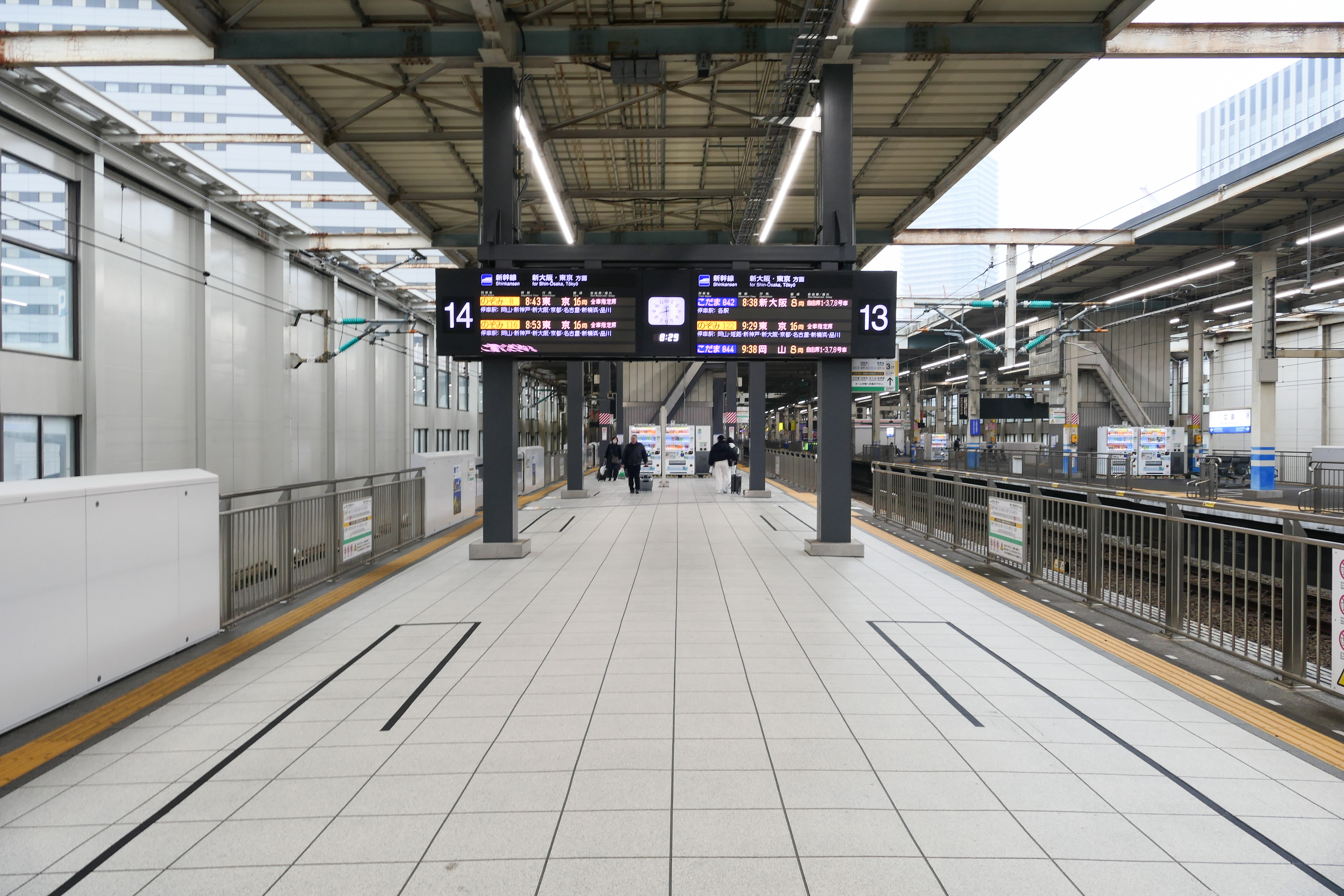
新幹線13號與14號上行月台（2023年12月）
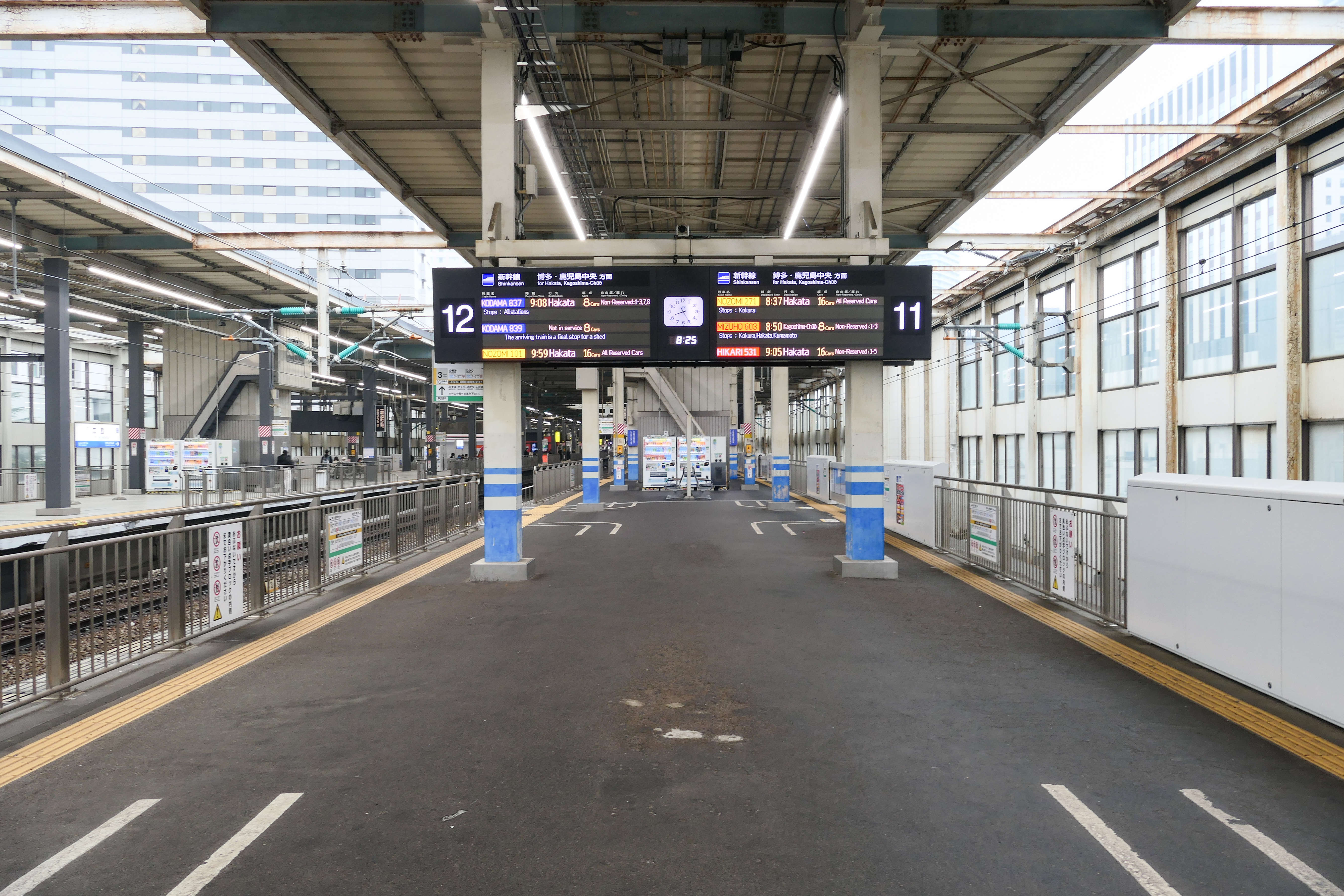
新幹線11號與12號下行月台（2023年12月）

#### 月台配置
| 月台       | 路線            | 目的地               | 備註                                                         |
| 在來線月台 | 在來線月台      | 在來線月台           | 在來線月台                                                   |
| ---------- | --------------- | -------------------- | ------------------------------------------------------------ |
| 1、2       | 山陽本線 下行   | 宮島口、岩國方向     | 原則上停靠於第1月台                                          |
| 1、2       | 可部線          | 綠井、可部方向       | 只停靠部分列車                                               |
| 3、4       | 吳線            | 吳、廣方向           | 原則上停靠於第3月台、日間時段主要為安藝路Liner使用           |
| 3、4       | 可部線          | 綠井、可部方向       | 原則上停靠於第4月台                                          |
| 3、4       | 山陽本線 下行   | 宮島口、岩國方向     | 僅部分列車停靠                                               |
| 3、4       | 山陽本線 上行   | 西條、三原方向       | 只停靠部分列車                                               |
| 5、7       | 山陽本線 上行   | 西條、三原方向       | 原則上停靠於第5月台                                          |
| 5、7       | 吳線            | 吳、廣方向           | 約半數列車停靠於此月台                                       |
| 8、9       | 藝備線          | 下深川、三次方向     | 原則上停靠於第9月台、第8月台僅早上發出一班列車及到站列車使用 |
| 新幹線月台 |                 |                      |                                                              |
| 11、12     | 山陽新幹線 下行 | 博多、鹿兒島中央方向 |                                                              |
| 13、14     | 山陽新幹線 上行 | 新大阪、東京方向     | 13號月台只限此站始發的希望號列車使用                         |

在來線月台為島式4面8線的地面月台，新幹線月台則是位於北側島式2面4線的高架月台。位於最南側的1號月台為單側月台，但在該月台東側區域為島式月台，過去曾設有0號月台，也是已經廢除的宇品線専用的頭端式月台，0號月台已在宇品線停駛後不再使用，部分區域也已經被鋪設為站外的路面。
2號月台的西側為缺角式月台，但缺角的區域目前已沒有使用。6號為沒有設置月台的的中線。7號、8線、9線為缺角式月台，其中的7號月台位於南側，9號月台位於北側，而8號月台則位於整座月台的東端北側。
原則上山陽本線往岩國方向列車主要在1號月台、往三原方向列車主要在5號月台；往吳線的列車則主要在3號和7號月台，往可部線的列車主要在4號月台，往藝備線的列車則主要在9號月台。
2面4線的新幹線的月台為11號到14號月台，長度410公尺，可以讓16輛列車編組的新幹線停靠；同時在11號及14號月台的南北兩側仍預留了空間，讓此區域保留了未來可以擴充為4面6線的月台的可能。

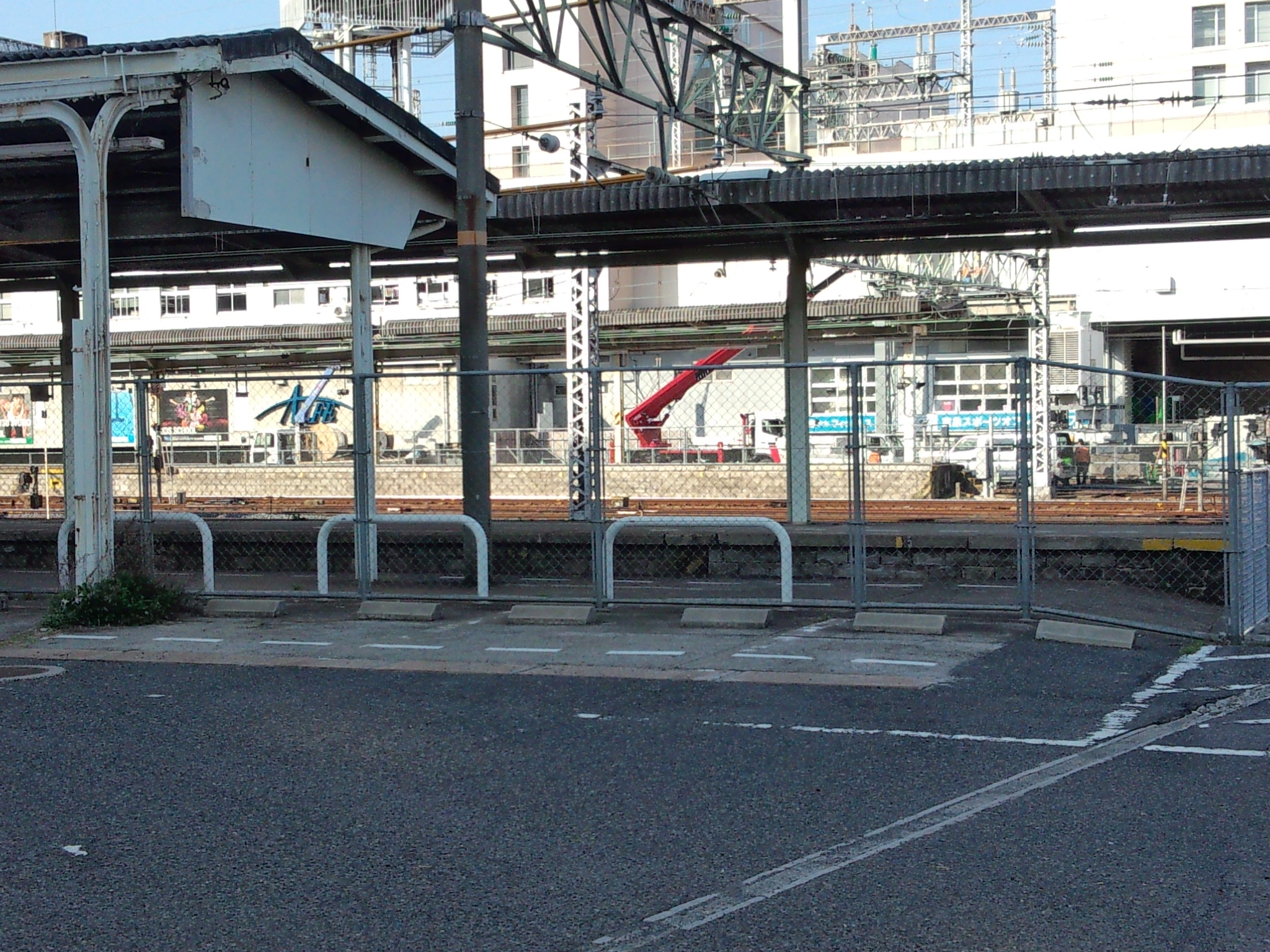
0號月台遺跡，現已被鋪設為路面（2014年3月）
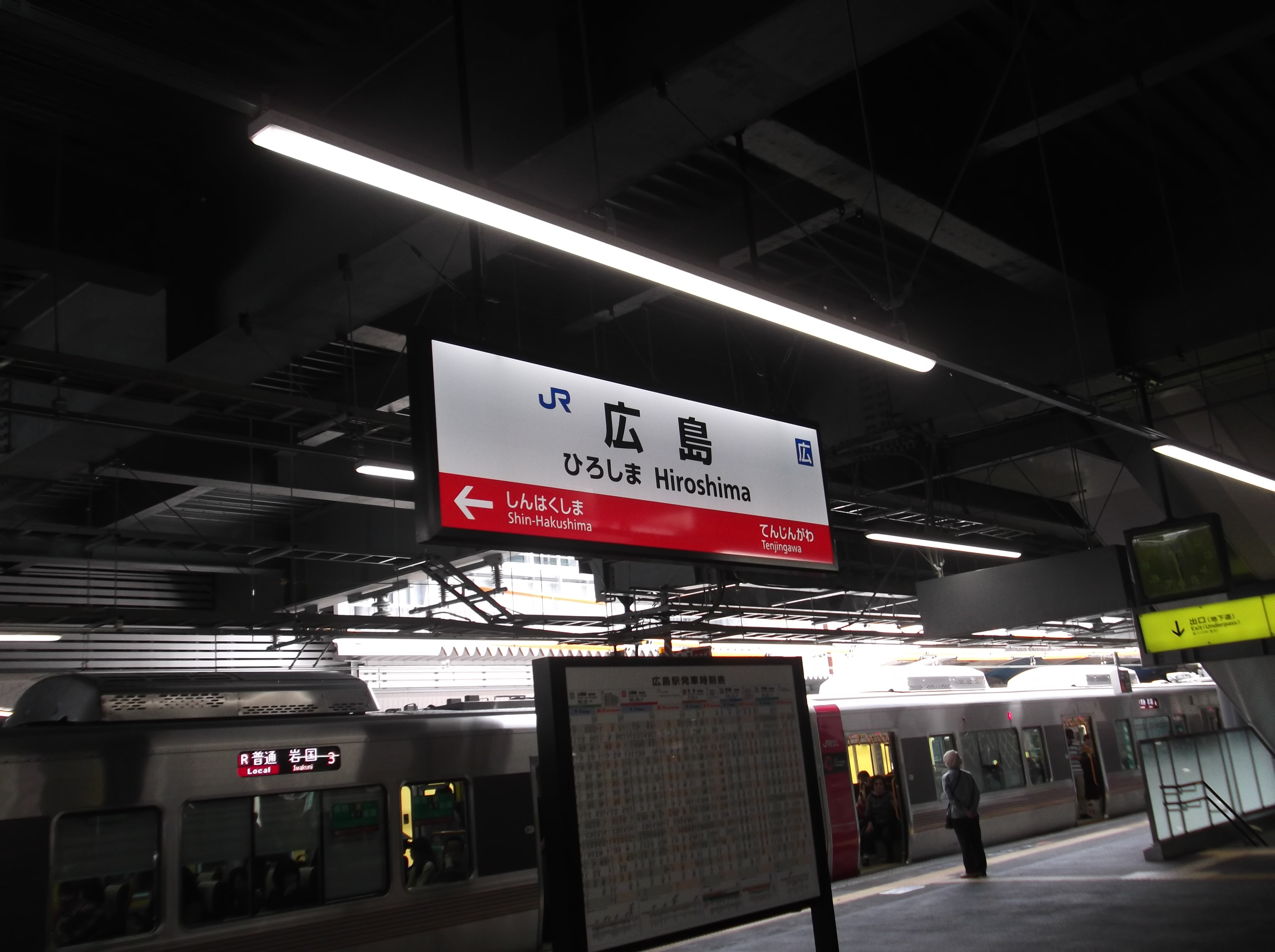
1號月台，由於列車為往山陽本線岩國方向，標示看板也採用該區域路段的紅色標示
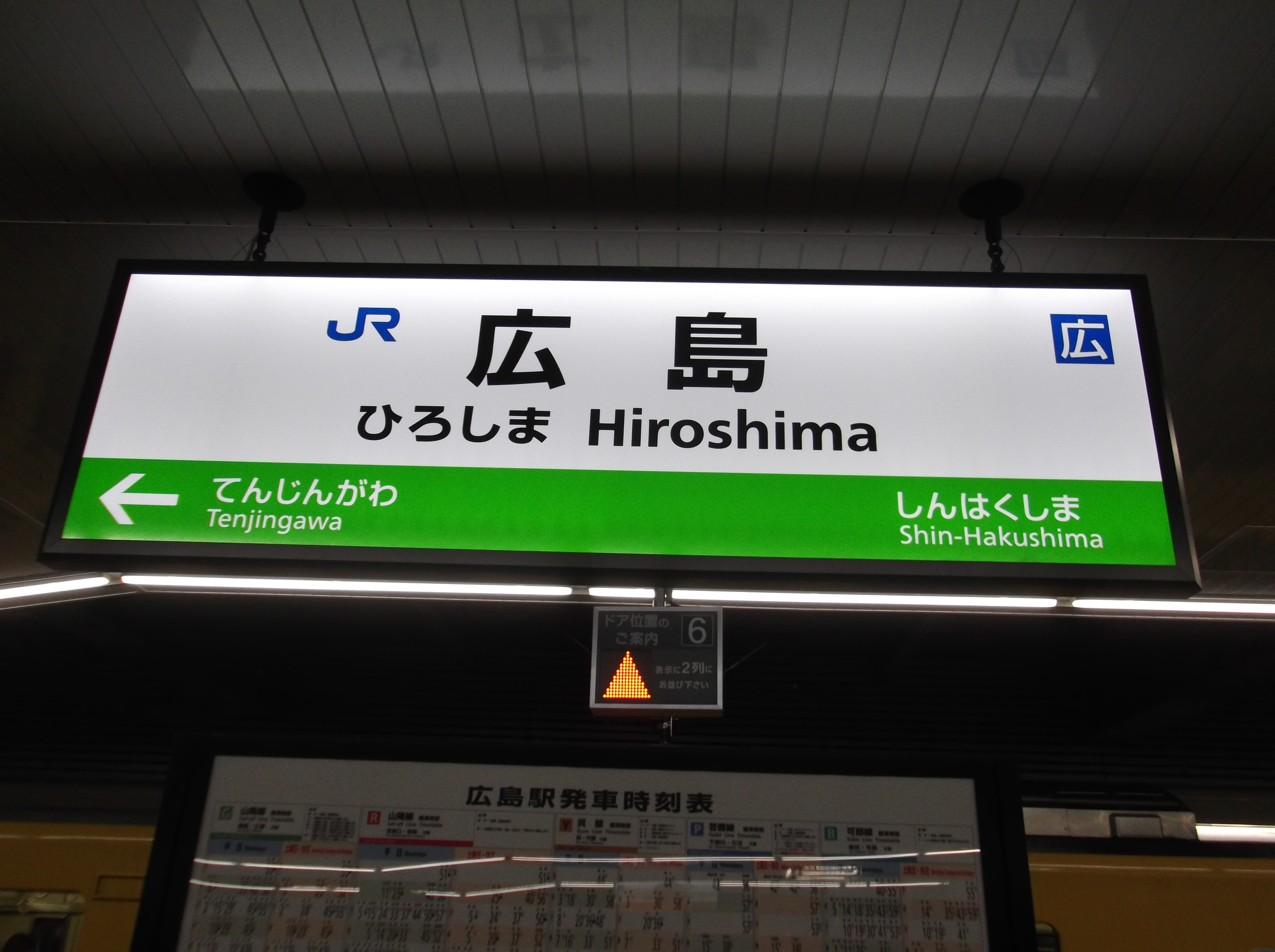
5號月台，由於列車為往山陽本線三原方向，標示看板也採用該區域路段的綠色標示
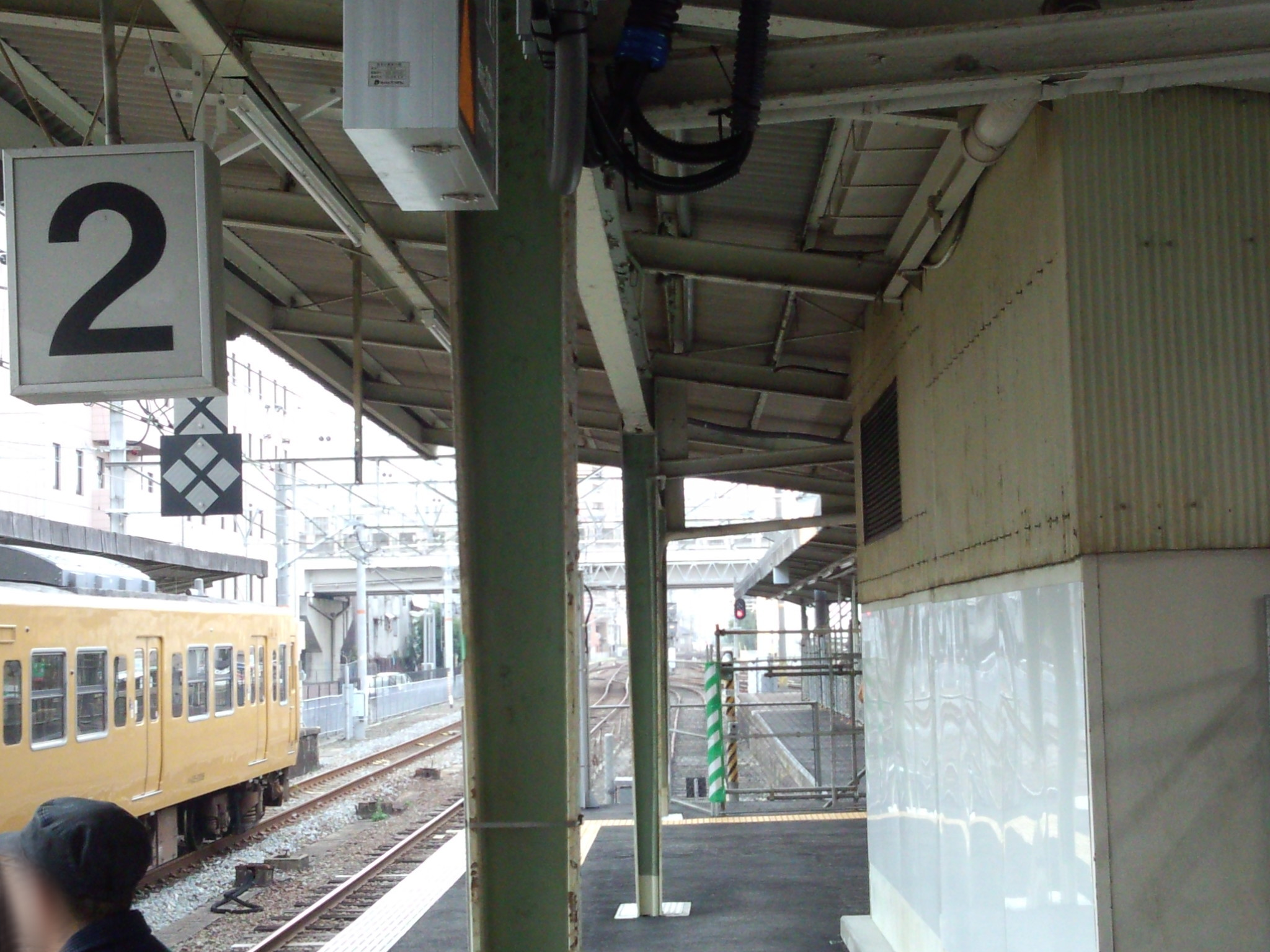
2號月台西側已被關閉的缺角式月台區域

### 廣島電鐵
新的廣島電鐵已於8月3日正式進駐JR大樓「Minamoa」內的2樓，共設有2個側式月台及2個島式月台，共提供4線4面的配置。從左至右的分配為：
- 側式月台（月台A）：上車月台
- 島式月台：下車專用月台1、2（暫未使用）
- 缺角式島式月台（月台B、C、D）：上車月台
- 側式月台：下車專用月台3

全部均採用港灣式月台設計，並讓所有以本站為終點站的路線均有各自的上落月台，解決了在舊月台先要將列車駛至路軌的盡頭清客後，便立即調頭駛回至上客區內上客及駛離，往往導致月台上擠滿候車乘客及電車須等候入線的時間。然而，在新站開業的第一天，便發生了轉轍器失靈而導致須改以人手操作，令班次受到了一定程度的延誤。
在配置中，右側的島式月台是採用了缺角式的設計。由於6號線通常只使用單輛車或或車長較短的1000系掛接車，其餘的掛接車均不會使用，因此被安排使用該缺角式月台，其長度也比其他的月台稍長。
| 月台 | 路線  | 上下行 | 方向                                                                           | 備註                                                            |
| ---- | ----- | ------ | ------------------------------------------------------------------------------ | --------------------------------------------------------------- |
| A    |       | 下行   | 經皆實線往宇品二丁目、廣島港方向                                               |                                                                 |
| B    | 2號線 | 下行   | 廣電西廣島（己斐）、廣電廿日市、廣電宮島口方向                                 | 上、落車使用同一個月台，不使用右側下車專用月台                  |
| C    | 6號線 | 下行   | 江波方向                                                                       | 使用缺角島式月台，上、落車使用同一個月台 只限使用18米以內的電車 |
| D    | 1號線 | 下行   | 經紙屋町東往日赤醫院前、廣電前（加班車和出入庫的電車）、宇品二丁目、廣島港方向 | 包含                                                            |

#### 舊地面車站
於2025年8月3日停用的廣島站電停位於大州通上，除了是車站外，還是用作調度用的控制室（日語稱作「操車場」），有職員負責安排列車到發的編排。車站盡頭呈三叉形狀態，並且依控制室的編排，共分成為五個月台（但月台上則不會顯示月台編號），其中1、2、3號為港灣式月台；4、5號月台位於轉轍器前。1、2號月台主要用作1、2及6號線落車專用及調頭之用；其中1號月台因位於右側，所以會有職員在月台上利用流動式IC卡感應器及收取現金的錢箱協助收取車費；2號月台位於左側，可循正常方式下車；至於3號月台則專為5號線使用，入線後，左側月台用作下車；右側月台則為上車，以區分利用皆實線的乘客。當未有5號線列車使用時，其他路線的列車仍可駛入使用及利用左側下車，但右側則不會開門。
至於位於轉轍器的兩個月台；當中4號月台也是下車專用月台，通常是在1、2或3號月台已有列車停靠時，便可使用4號月台落客；最後5號月台為上車專用月台，供1、2、6號線電車由頭端式月台駛至此處上落，5號線列車則在此等待信號但不會上客。
| 月台 | 路線                                           | 上下行 | 方向                                                                           | 備註                   |
| ---- | ---------------------------------------------- | ------ | ------------------------------------------------------------------------------ | ---------------------- |
| (1)  |                                                | -      | （下車專用）                                                                   | 右側下車               |
| (2)  | 左側下車、右側不開放                           | -      | （下車專用）                                                                   |                        |
| (3)  | （如未被使用則亦可停靠）                       | -      | （下車專用）                                                                   | 左側下車               |
| (3)  |                                                | 下行   | 經皆實線往宇品二丁目、廣島港方向                                               | 轉換行車方向後左側上車 |
| (4)  |                                                | -      | （下車專用）                                                                   | 視乎情況使用           |
| (5)  | （亦包括）                                     | 下行   | 經紙屋町東往日赤醫院前、廣電前（加班車和出入庫的電車）、宇品二丁目、廣島港方向 |                        |
| (5)  | 廣電西廣島（己斐）、廣電廿日市、廣電宮島口方向 | 下行   |                                                                                |                        |
| (5)  | 江波方向                                       | 下行   |                                                                                |                        |

註：月台編號只供廣電職員於工作時使用，月台上不會標示。

#### 使用人數
根據廣島電鐵上繳國土交通省有關「實施移動等圓滑化相關事宜」（移動等円滑化に関する取り組み）報告中，本站的使用人數如下：
| 乘降人員推算 | 乘降人員推算     | 乘降人員推算   |
| 年度         | 1日平均 乘降人次 | 出處           |
| ------------ | ---------------- | -------------- |
| 2020         | 16,558           |                |
| 2021         | 18,496           | [ 廣電統計 1 ] |
| 2022         | 23,176           | [ 廣電統計 2 ] |
| 2023         | 25,833           | [ 廣電統計 3 ] |
| 2024         | 20,881           | [ 廣電統計 4 ] |

## 車站周邊
南口
- 廣島車站大樓ASSE（日语：ひろしま駅ビル ASSE）
- VIA INN（日语：ヴィアイン）廣島和
- A館（福屋廣島站前店）
- 廣島東郵便局
- FUTABA圖書（日语：フタバ図書）GIGA廣島站前店

新幹線口
- 廣島格蘭比亞大酒店（日语：ホテルグランヴィア広島）
- JE廣島醫院（日语：JR広島病院）
- 西日本旅客鐵道廣島支社（日语：西日本旅客鉄道広島支社）
- 中國JR巴士
- 廣島高速5號線廣島車站北口出入口（日语：広島駅北口出入口）（暫稱）

## 巴士路線
高速巴士
- ニューブリーズ號（中國JR巴士、JR巴士關東、小田急城市巴士、廣島電鐵）
  - 廣島站新幹線口、廣島巴士中心、中筋站⇔霞關、東京站八重洲南口
  - 廣島站新幹線口、廣島巴士中心、中筋站、廣島北IC、千代田、三次站⇔新宿站新南口、霞關、東京站八重洲南口
- Maple Harbor（中國JR巴士、中國巴士）
  - 廣島站新幹線口、廣島巴士中心、中筋站、西條、福山站前、廣尾⇔町田巴士中心、橫濱站東口
- 小夜曲號（中國JR巴士、JR東海巴士）
  - 廣島站新幹線口、廣島巴士中心、中筋站、千代田、三次站⇔JR名古屋站、榮（Oasis 21）
- 廣島昼特急京都號（昼行）／廣島Dream京都號（夜行）（中國JR巴士、西日本JR巴士）
  - 廣島站新幹線口、廣島巴士中心、不動院、中筋站⇔名神高槻、名神大山崎、京都站烏丸口
- 山陽道昼特急廣島號（昼行）／山陽Dream廣島號（夜行）（中國JR巴士、西日本JR巴士）
  - 廣島站新幹線口、廣島巴士中心、不動院、中筋站⇔西宮北IC、宝塚IC、大阪站櫻橋口、USJ
- 維納斯號（昼行）／南十字號（夜行）（中國JR巴士、南海巴士）
  - 廣島站新幹線口、廣島巴士中心、不動院、中筋站⇔OCAT（湊町巴士站）、南海なんば高速巴士中心、あべの橋、USJ
- 瀬戸内 Express（中國JR巴士、JR四國巴士）
  - 廣島站新幹線口、廣島巴士中心、中筋站⇔坂出站、高松中央IC南、ゆめタウン高松、栗林公園、縣廳通、高松站
- みこと號（中國JR巴士、一畑巴士）
  - 廣島站新幹線口、廣島巴士中心、大塚站⇔三次站⇔出雲市站
- いさりび號（中國JR巴士、廣島電鐵、石見交通）
  - 廣島站新幹線口、廣島巴士中心⇔濱田站、有福温泉
- Airport Limousine（中國JR巴士、廣島電鐵、廣島巴士、廣島交通、藝陽巴士）
  - 廣島站新幹線口⇔廣島機場
- Rose Liner（中國JR巴士、廣島交通、中國巴士、井笠鐵道、鞆鐵道）
  - 廣島站前、廣島巴士中心、不動院、中筋站⇔福山本郷、千田、廣尾、千間土手東、入船町、福山站前
    - 廣島站前只可搭乘福山發班車、福山行的於廣島巴士中心始發。

## 相鄰車站
西日本旅客鐵道
 山陽新幹線
東廣島－廣島－新岩國
  山陽本線
■西條－廣島間快速「通勤Liner」（只限到站列車）
海田市 → 廣島
■廣島－岩國間快速「通勤Liner」（只限到站列車）
廣島 ← 新白島
■西條、廣島－岩國間快速「City Liner」（只限周末、假日運行。上行至此站為止運行）
海田市 → 廣島－五日市
■普通
天神川－廣島－新白島
 吳線（至海田市站為止為山陽本線）
■吳－廣島間快速「通勤Liner」
矢野－廣島
■吳－廣島間快速「安藝路Liner」
海田市－廣島
■普通
天神川－廣島
 可部線（至橫川為止為山陽本線）
廣島－新白島
 藝備線
■快速「三次Liner」、■普通
矢賀－廣島

 廣島電鐵
■本線（包括 (快速、普通)）
廣島（M01）－稻荷町（M02）

### 曾經存在的路線
日本國有鐵道
宇品線（廢止時）
廣島－（大須口信號場）－南段原
廣島電鐵
本線（舊線）
廣島（M1）－猿猴橋町（M2）